# São Fidélis (ort)
São Fidélis är en ort i Brasilien.   Den ligger i kommunen São Fidélis och delstaten Rio de Janeiro, i den sydöstra delen av landet, 900 km sydost om huvudstaden Brasília. São Fidélis ligger 22 meter över havet och antalet invånare är 27 793.
Terrängen runt São Fidélis är huvudsakligen kuperad. São Fidélis ligger nere i en dal. São Fidélis är det största samhället i trakten.
Omgivningarna runt São Fidélis är huvudsakligen savann. Runt São Fidélis är det ganska tätbefolkat, med 52 invånare per kvadratkilometer.